# Dennensteilkopje
Het dennensteilkopje (Cryptocephalus pini), ook wel geel dennenhaantje, is een keversoort uit de familie bladkevers (Chrysomelidae). De wetenschappelijke naam van de soort werd als Chrysomela pini in 1758 gepubliceerd door Carl Linnaeus.